# Gidró Katalin
Gidró Katalin (Szászrégen, 1982. január 2. –) Jászai Mari-díjas magyar színésznő.

## Életpályája
Erdélyben, Szászrégen városában született, 1982-ben. 2000-ben érettségizett a marosvásárhelyi Bolyai Farkas Líceumban, és tizennyolc évesen felvételt nyert a budapesti Színház- és Filmművészeti Egyetemre, ahol 2004-ben kapott diplomát. Pályafutását a budapesti Vidám Színpadon (ma: Centrál Színház) kezdte: Barta Lajos Szerelem című darabjának legfiatalabb nővéreként Tóth Ildikó és Csomós Mari partnere volt. A Rómeó és Júlia címszerepét játszotta Makranczi Zalánnal a kecskeméti Katona József Színházban, melynek négy évadon át volt tagja. 2007-ben Radó-díjjal, majd 2008-ban a legjobb pályakezdőknek járó Soós Imre-díjjal tüntették ki. 2009–2019 között a Szegedi Nemzeti Színház tagja volt. 2011-ben az Édes Anna címszerepéért Budapesten, a Vidéki Színházak Fesztiválján a legjobb női alakítás Rivalda-díját ítélték neki. Férje Bodolay Géza  rendező színigazgató.

## Színházi szerepei

### Színház- és Filmművészeti Egyetem, 2003–2004
- Lakodalom – Ancuta (r.: Hegedűs D. Géza)
- Csehov: Cseresznyéskert – Varja (r.: Zsámbéki Gábor)
- Miller: Fejének belseje – Linda (r.: Zsótér Sándor)
- Kleist: Amphitryon – Alcmene (r.: Ács János)
- Metro (r.: Bodó Viktor)
- Szorongás Orfeum (r.: Simon Balázs)

### Vígszínház(gyakorlat), 2004
- Ovidius: Istenek gyermekei (r.: Hegedűs D. Géza)

### Vidám Színpad, 2004–2005
- Shakespeare: A makrancos hölgy – Bianca (r.: Puskás Tamás)
- Beumarchais: Figaro házassága – Suzanne (r.: Puskás tamás)
- Shakespeare: Sok hűhó semmiért – Hope (r.: Puskás Tamás)
- Barta Lajos: Szerelem – Böske (r.: Novák Eszter)

### Kecskeméti Katona József Színház, 2005–2009
- Shakespeare: Rómeó és Júlia – Júlia (r.: Bodolay)
- Ivan Kusan / Tasnádi István: A balkáni kobra – Tonka (r.: Bodolay)
- Pozsgai Zsolt: Szabadságharc Szebenben – Susa (r.: Bodolay)
- Maeterlinck: A kék madár – Mytyl (r.: Galgóczy Judit)
- Zerkovitz-Szilágyi: Csókos asszony – Virágárus lány (r.: Tasnádi Csaba)
- Gozzi: A szarvaskirály – Angela  (r.: Ádám Tamás)
- Zalán Tibor: sHÓwKIRÁLYNŐ – Gerda (R: Merő Béla)
- Büchner: Danton halála – Lucille, Camille felesége (r.: Bodolay)
- Gogol: Háztűznéző – Agafja Tyihonovna, a menyasszony (r.: Juronics Tamás)
- Feydeau: Osztrigás Mici – az Osztrigás Maca a Maximból  (r.: Bodolay)
- Móricz Zsigmond: Úri muri – Rozika (r.: Kerényi Imre)
- Pozsgai Zsolt: Kecskeméti Kiskondás – Karina, a kecskeméti cár lánya (r.: Merő Béla)
- Shakespeare: A windsori víg nők – Anna Page (r.: Bodolay)
- Molière/B.: Mizantróp – Éliante (r.: Bodolay)
- Schimmelpfennig: Látogatás apánál – Izabella (r.: Hollós Gábor)
- Forgách András : A kulcs – Barátnő (r.: Dömölky János)
- Jókai Mór: A komédiás had – Moór Anna leányasszony, drámai primadonna (r.: Keresztes Attila)
- Schimmelpfennig: Az állatok birodalma – Vadmacska (r.: Bodolay)
- Scarnacci–Tarabusi: Kaviár és lencse – Fiorella (r.: Márton András)

### Arany 10
- Visky András: Megöltem az anyámat – Bernadett (r.: Bodolay)

### Szegedi Nemzeti Színház, 2009–
- Gogol: Háztűznéző – Agafja Tyihonovna, a menyasszony (r.: Juronics Tamás)
- Vörösmarty: Csongor és Tünde – Tünde (r.: Bodolay)
- Molnár Ferenc: Liliom – Julika (r.: Keresztes Attila)
- Molière/B.: A képzelt fösvény beteg – Angelíz (r.: Bodolay)
- Visky András: Tirami su (Megöltem az anyámat) – Bernadett (r.: Bodolay)
- Kosztolányi: Édes Anna – Anna (r.: Keresztes Attila)
- Csehov: A három nővér – Mása (r.: Bodolay)
- Schiller: Haramiák – Amália (r.: Bodolay)
- Schimmelpfennig: Nő a múltból – Tina (r.: Bodolay)
- Szép Ernő: Május – A leány (r.: Bezerédi Zoltán)
- Katona József: Bánk bán – Melinda (r.: Bodolay)
- Shakespeare: Othello – Desdemona (r.: Bodolay)
- Feydeau: A hülyéje – Lucienne (r.: Bagó Bertalan)
- Shakespeare: Ahogy tetszik – Rosalinda (r.: Keresztes Attila)
- Brecht: Kurázsi mama és gyermekei – Kattrin (r.: Bodolay)
- Herczeg Ferenc: Kék róka – Lencsi (r.: Bagó Bertalan)
- Genet: Cselédek – Claire (r.: Bodolay)
- Molnár Ferenc: Az üvegcipő – Irma (r.: Bagó Bertalan)
- Molière: Tartuffe – Dorine (r.: Hollós Gábor)
- Ibsen/Arthur Miller/B.: A nép ellensége – Kattrin Stockmann (r.: Bodolay)
- Bulgakov: Menekülés – Ljuszka (r.: Zsótér Sándor)
- Csehov: Ványabácsi (sic!) – Jelena Andrejevna (r.: Bodolay)

## Filmszerepei
- A föld szeretője – Stirling Anna
- Móricz Zsigmond: Kivilágos kivirradtig (tévéjáték) – Annuska (R.: Horváth Z. Gergely)

## Díjai, elismerései
- Radó-díj (2006)
- Soós Imre-díj (2008)
- A legjobb női alakítás díja a Rivalda Fesztiválon (2011)
- Jászai Mari-díj (2016)